# Хирт, Фриц
Фриц Хирт (нем. Fritz Hirt; 9 августа 1888, Люцерн — 5 января 1970, Шиньи) — швейцарский скрипач. Брат пианиста Франца Йозефа Хирта.
В 1902—1904 гг. учился в Цюрихской консерватории у Фридриха Хегара, Фрица Бруна и Лотара Кемптера, затем в 1904—1906 гг. в Праге у Отакара Шевчика. Далее работал в Берлине, в 1907 году дебютировал с Берлинским филармоническим оркестром. В 1908—1910 гг. был концертмейстером одного из мюнхенских оркестров, в 1911 г. работал в Гейдельберге, в 1912—1914 гг. в Лондоне.
С 1915 года обосновался в Базеле, возглавив класс скрипки в Базельской консерватории. Одновременно в 1925—1947 гг. первая скрипка Базельского струнного квартета (виолончель Август Венцингер, вторая скрипка и альт менялись). Некоторое время также был концертмейстером цюрихского Оркестра Тонхалле.